# Сеячи
Сеячи е квартал на град Попово, България.

## География
Намира се на около 2,5 км южно от центъра на Попово, на 235 метра надморска височина. Разположен е в слабо хълмиста местност. Край него протича река Дерето. Землището му граничи с тези на град Попово, квартал Невски и със селата Светлен, Славяново, Звезда и Медовина. Асфалтови пътища го свързват с Попово и Невски, а черни – със Светлен, Звезда, Славяново, Медовина. Бившето село е образувано от следните 6 махали: Балабанлийска, Бучуковска, Крайна, Средна, Топалска и Черкезка.

## История
Според предание старото село се е намирало в местността Юртлука, но е било изгорено и преместено на днешното му място. Там се намирали и старите турски гробища. Най-ранният османо-турски документ, споменаващ селото под името Сейд огларъ, е от 1541 г. Най-вероятно то е създадено от преселници от съседното село Султан (дн. квартал Невски) и е получило името си от името на първия заселник Сеид (Саид). През селото преминавал път от Преслав за Търново.
Преди Освобождението селото е имало около 50 турски и 3 черкезки къщи. Българи там не са живеели. По време на Освободителната война западно от селото са се водили ожесточени боеве между руснаците и турците, окопите от които дълги години личели в местностите Керезликя и Поляната. По време на сраженията цялото село било изгорено, а жителите му се разбягали към Шумен, Търговище и Омуртаг.
След Освобождението нови жители на селото дошли от Балкана – от селата Беломъжите, Костадини, Лесичарка, Руевци, Съботковци, Габровско, от Бучуковци и Куманите, Тревненско, от Драгойча, Дряновско, и от Дебелец и Каломен, Търновско. Те се препитавали основно от земеделие, коларо-железарство, бъчварство и строителство. В периода 1880 – 1900 г. селото се превръща в българско, след изселването на почти цялото му турско население в Турция. Новите му заселници-балканджии построили своя църковен храм „Свети великомъченик Димитър“ през 1899 г. от камък. Колю Коев (Кара Колю), бащата на Димо Караколев, дарява земята за построяването на църквата. Селското училище отворя врати през 1882 г.
В навечерието на Балканската война на 2 февруари 1912 селското общинско управление на Сеид и Султан излиза с решение за разпределяне между жителите на двете села на квотата за реквизирани стоки и материали.
През 1934 г. селото е преименувано от Сеид на Сеячи, а на 8 май 1971 г. става квартал на град Попово.
Днес учениците на квартала завършват основното си образование предимно в ОУ „Н. Й. Вапцаров“ на град Попово, защото тяхното квартално училище отдавна е закрито.
Най-страните големи родове на преселниците – балканджии, преди разпадането им на по-малки, били: Караколевците, Бучуковците, Данковците, Кещеретата, Руйовците, Топалята, Токмакчии, Чакалята, Чуфутятя и др. Днес населението на квартала се състои от българи, турци, роми, които живеят съвместно и се препитават основно от земеделие и животновъдство.
Пръв кмет на селото след Освобождението е бил Димо Караколев, участвал след това в Балканската война и загинал заедно с двама от синовете си.
В квартал Сеячи функционира Народно читалище „Съзнание“ с Кръжок по дърворезба, Кръжок по рисуване и Кръжок по художествено слово, както и целодневна детска градина. Към читалището са регистрирани и Танцов състав „Веселяче“, Вокално трио „Агра“, Певческа група „Антола“ и Детска певческа група „Орфей“.

## Редовни събития
- Събор на квартала – провежда се всяка година на 6 ноември.
- В местността Турския гроб имало запазен забит камък, за който се е смятало че е белег на гроб на светец. Там се правел курбан за плодородие на Голямата Света Неделя („Прясната Неделя“).
- В местността Дядовата Ненова чешма се правел курбан на Света София.
- В местността Маслото след Великден се правел курбан – молебен за дъжд.

## Забележителности
- В землището на квартал Сеячи се откриват все още следи от далечното ни историческо минало: праисторическа селищна могила, антични селища, надгробни могили, монети и предмети от различни епохи, гробове и др.;
- Църковен православен храм от камък „Свети великомъченик Димитър“ от 1899 г.;
- Язовир „Каваците“ към Ловното стопанство, подходящ за риболов с риболовен билет.

## Личности
- Нено Дончев (1929-1991) – учен (фитопатолог)